# Дилмано, дилберо
„Дилмано, Дилберо“ е българска народна песен, изпълнявана от народната певица Василка Петкова.
Песента е шопска и произлиза от Бурела. Вдъхновила е редица съвременни автори и интерпретатори. Нейни преработки правят Александър Владигеров, Здравко Манолов, Панчо Владигеров. Композиторът Иван Кавалджиев я преработва за хор и оркестър в края на 1950-те години. Върху нея работи също и композиторът Красимир Кюркчийски.
Традиционна песен в която се пее за сеене на пипер, но не обикновен пипер, защото песента се е изпълнявала по време на първата брачна нощ на младоженците. 